# Piotr Maleszewski
Piotr Paweł Jan Maleszewski herbu Godziemba, inna forma nazwiska: Maliszewski, pseud. i krypt.: Jean Woytynski (Jan Woytyński); P. M., (ur. 1767 na Mazowszu, zm. 28 sierpnia 1828 w Vaux we Francji) – ekonomista, publicysta, historyk, działacz polityczny i wolnomularz, referendarz stanu Królestwa Polskiego.

## Życiorys
Syn naturalny prymasa Michała Jerzego Poniatowskiego i Marii z Wiśniewskich Maleszewskiej. Według wystawionej mu metryki był natomiast synem Jana Maliszewskiego, wiceburmistrza Lidzbarka, i tamteż się urodził w roku 1762. W latach 1778–1780 pierwsze nauki pobierał w Szkole Podwydziałowej w Płocku, a następnie (1781-1783) studiował matematykę i fizykę w Szkole Głównej Koronnej. Wkrótce potem mianowano go adiunktem w szkołach Komisji Edukacji Narodowej. Od lutego roku 1786 był członkiem loży wolnomularskiej "Świątynia Izis". Kilka miesięcy później (1787) przyjęto go do loży "Wielki Wschód Polski". Od jesieni roku 1786 przebywał w Paryżu (kontynuacja studiów), gdzie wszedł do loży "La Réunion des Étrangères".
W swej pracy Recherches politiques sur l'état ancien et moderne de la Pologne appliquées à sa dernière révolution (z roku 1795, wydanej pod nazwiskiem J. Ph. Garran de Coulon) krytykował pod wpływem Wielkiej Rewolucji Francuskiej kompromisowość Konstytucji 3 maja oraz bronił praw chłopów i mieszczan. Żądał zrównania stanów i uwłaszczenia chłopów bez odszkodowania, postulował parcelację największych dóbr magnackich oraz nadawanie chłopom bezrolnym i mieszczanom ziemi z dóbr narodowych. W 1802 próbował zainteresować rząd francuski korzyściami, jakie przyniósłby rozwój handlu z Ukrainą. Rok później (1803) uczestniczył w zakładaniu spółek do handlu czarnomorskiego (m.in. w Odessie) Prawdopodobnie jest też autorem pracy O związkach i przystosowaniu wzajemnym rolnictwa, rękodzieł i handlu (z roku 1786, anonimowo).

### Ważniejsze dzieła i mowy
- O związkach i przystosowaniu wzajemnym rolnictwa, rękodzieł i handlu, Warszawa 1786; wyd. anonimowe, autorstwo (także innych pozycji wyd. anonimowo) przysądził Andrzej Grodek; streszczenie poglądów É. B. de Condillac
- Opisanie porządku sejmowania w Parlamencie Angielskim, Warszawa 1790; (wyd. anonimowe, autorstwo przed pracą Grodka przypisywane było ks. Petrykowskiemu)
- Recherches politiques sur l'état ancien et moderne de la Pologne appliquées à sa dernière révolution, Paryż 1795; (wyd. pod nazwiskiem J. Ph. Garran de Coulon)
- Lettre de Jean Woytynski Polonais, au général Dombrowski commandant les Légions Polonaises, Warszawa (Paryż) 1798; przekł. polski: Listy Jana Woytyńskiego do generała Dąbrowskiego, komenderującego Legiony Polskie, Paryż 1798; (autorstwo przed pracą Grodka przypisywane F. K. Dmochowskiemu i J. K. Szaniawskiemu; paszkwil został napisany przez Maleszewskiego na podstawie materiałów dostarczonych mu przez Dmochowskiego, Szaniawskiego i J. Neymana
- Vues sur la triple alliance conclue à Petersbourg. Par P. M., "Moniteur" (Paryż) 1796, nr 279, s. 1111/2; nr 280, s. 1115/6
- Sur le commerce de la Mer Noire, "Mercure de France" t. 9 (1802) sierpień-wrzesień
- Mowa na obchód pamiątki Ignacego Zaborowskiego, członka Towarzystwa Przyjaciół Nauk, na sesji publicznej miana... Dnia 5 maja 1803 r., "Rocznik Towarzystwa Warszawskiego Przyjaciół Nauk" t. 2 (1803) i odb.; fragmenty: Wypis z mowy... JP. Maleszewskiego, "Nowy Pamiętnik Warszawski" t. 10 (1803)
- Pro memoria. O zaszłych odmianach w edukacji publicznej w Warszawie po upadku Polski, powst. 1803, ogł. A. Grodek, "Zeszyty Naukowe Szkoły Głównej Planowania i Statystyki" zeszyt 37 (1962), s. 167-172, (autograf znajdował się w posiadaniu Biblioteki Wyższej Szkoły Handlowej w Warszawie, prawdopodobnie wraz z niektórymi innymi rękopisami Maleszewskiego zaginął w roku 1944)
- Essai historique et politique sur la Pologne depuis son origine jusqu'en 1788. Écrit en français par... Publié par sa veuve, Paryż 1832, wyd. następne: wyd. 2 Paryż 1833; nieco zmienione Berlin 1833
- Joseph Sulkowski w: J. Sułkowski w: Mémoires historiques, politiques et militaires sur les révolutions de Pologne... Par Hortensius de St. Albin, Paryż 1832 (cz. 1), s. 13-183; przekł. polski: L. Miłkowski w: Jenerała Józefa Sułkowskiego Życie i pamiętniki historyczne, polityczne i wojskowe... Napisał i zebrał p. Hortenzjusz de St. Albin, Poznań 1864, "Pamiętniki Polskie XVIII w." nr 4; biografia Sułkowskiego wyd. pod nazwiskiem H. de Saint Albin i z jego wtrętami; autorstwo Maleszewskiemu przypisał A. Grodek (Kradzież literacka...).

Autorstwa Maleszewskiego są ponadto podpisane krypt. P. M. sprawozdania z książek w "Mercure de France" (1801-1802). Pisywał także (anonimowo) do wielu pism francuskich, m.in. zapewne do "Bibliothèque Britannique" (Genewa; wyd. następnie pt. "Bibliothèque Universelle").
W rękopisach pozostały memoriały Maleszewskiego składane władzom francuskim, A. J. Czartoryskiemu w roku 1814; zarysy prac ekonomicznych, historycznych i politycznych; lekcje ekonomii politycznej dla Leona Sapiehy; prace o handlu czarnomorskim i opinii publicznej we Francji. Rękopisy znajdowały się w Bibliotece Wyższej Szkoły Handlowej w Warszawie. Prace wykonywane dla Towarzystwa Przyjaciół Nauk znajdują się w Archiwum Głównym Akt Dawnych (Archiwum Towarzystwa Przyjaciół Nauk).

### Listy i materiały
1. 32 listy z okresu rewolucji francuskiej, wyd. błędnie jako: Lettres inédites de Garran de Coulon, "Revue III des Provinces de l'Ouest", t. 2 (1890), t. 20 (1897), t. 21 (1898); Małaszewskiemu przypisuje je Grodek
2. Do A. Horodyskiego z 25 lipca 1803, rękopis: Biblioteka PAN Kraków, sygn. 163
3. Do F. K. Dmochowskiego, rękopisy znajdowały się w Bibliotece Krasińskich, zniszczone w roku 1944
4. Do Anny Sapieżyny 59 listów z lat 1811-1825, rękopisy znajdowały się w Ossolineum (Archiwum Sapiechów z Krasiczyna, sygn. 762); obecnie we Lwowie (Ukraina)
5. Do A. J. Czartoryskiego z 26 września 1815, rękopis: Biblioteka Czartoryskich, sygn. 5476
6. Do żony i córek oraz korespondencja tych ostatnich; do S. K. Potockiego z roku 1819; do F. Skarbka z lat 1820-1821 (bruliony); do L. Sapiehy; do J. A. Czartoryskiego; rękopisy znajdowały się w Bibliotece Wyższej Szkoły Handlowej w Warszawie
7. Od T. Czackiego z lat 1803-1806 w sprawie Liceum Krzemienieckiego, od Józefa Czartoryskiego w sprawie manufaktury korzeckiej z roku 1804, od I. Sobolewskiego w sprawach handlowych z roku 1804 i inne; rękopisy jak wyżej poz. 6
8. Od J. Neymana z 1 czerwca 1807, wyd. w zbiorze: Korespondencja w materiach obraz kraju i narodu rozjaśniających, Warszawa 1807, s. 67, 302
9. Od A. J. Czartoryskiego z 9 sierpnia 1818, rękopis: Biblioteka Czartoryskich, sygn. 5442
10. Dziennik z lat 1806-1824, rękopis jak wyżej poz. 6
11. Papiery osobiste, wyciągi z pism, gazet i książek, myśli własne i uwagi; rękopis jak wyżej poz. 6
12. Uwagi na marginesie streszczenia F. Skarbka: Krótki rys ogólnych prawideł ekonomii politycznej podług A. Smitha, rękopis: Ossolineum, sygn. 5544/I; (autorstwo przypisuje A. Grodek).

Ponadto liczna korespondencja prywatna i urzędowa oraz dokumenty znajdują się w archiwach paryskich: Arch. Nationales, Arch. du Ministère des Affaires Étrangères, Arch. de la Guerre.